# Struth (Bas-Rhin)
Struth ist eine französische Gemeinde mit 221 Einwohnern (Stand 1. Januar 2021) im Kanton Ingwiller im Département Bas-Rhin in der Region Grand Est (bis 2015 Elsass). Die Gemeinde ist am Biosphärenreservat Pfälzerwald-Vosges du Nord beteiligt.

## Geografie
Das Dorf liegt an der Westflanke des Gebiets der in Frankreich so genannten Nordvogesen zwischen Straßburg (Entfernung 76 km) und Saarbrücken (Entfernung 62 km). Das nächstgelegene Dorf ist Tieffenbach im Norden, welches an die Departementsstraße D 919 angeschlossen ist. Außerdem grenzt Struth im Nordosten an Frohmuhl und Hinsbourg, im Südosten an La Petite-Pierre, im Süden an Petersbach und im Südwesten an Asswiller.
Der wichtigste Erwerbszweig ist die Landwirtschaft.

## Geschichte
Von 1871 bis zum Ende des Ersten Weltkrieges gehörte Struth als Teil des Reichslandes Elsaß-Lothringen zum Deutschen Reich und war dem Kreis Zabern im Bezirk Unterelsaß zugeordnet.
Während der deutschen Besatzung im Zweiten Weltkrieg wurden die im Ort verbliebenen Juden nach Südfrankreich und von dort später zumeist in Vernichtungslager deportiert. Laut Yad Vashem wurden elf ehemalige Einwohner Opfer der Endlösung.

### Bevölkerungsentwicklung
| Jahr      | 1910 | 1962 | 1968 | 1975 | 1982 | 1990 | 1999 | 2007 | 2012 | 2014 |
| Einwohner | 480  | 205  | 233  | 213  | 192  | 204  | 221  | 221  | 255  | 251  |

## Sehenswürdigkeiten

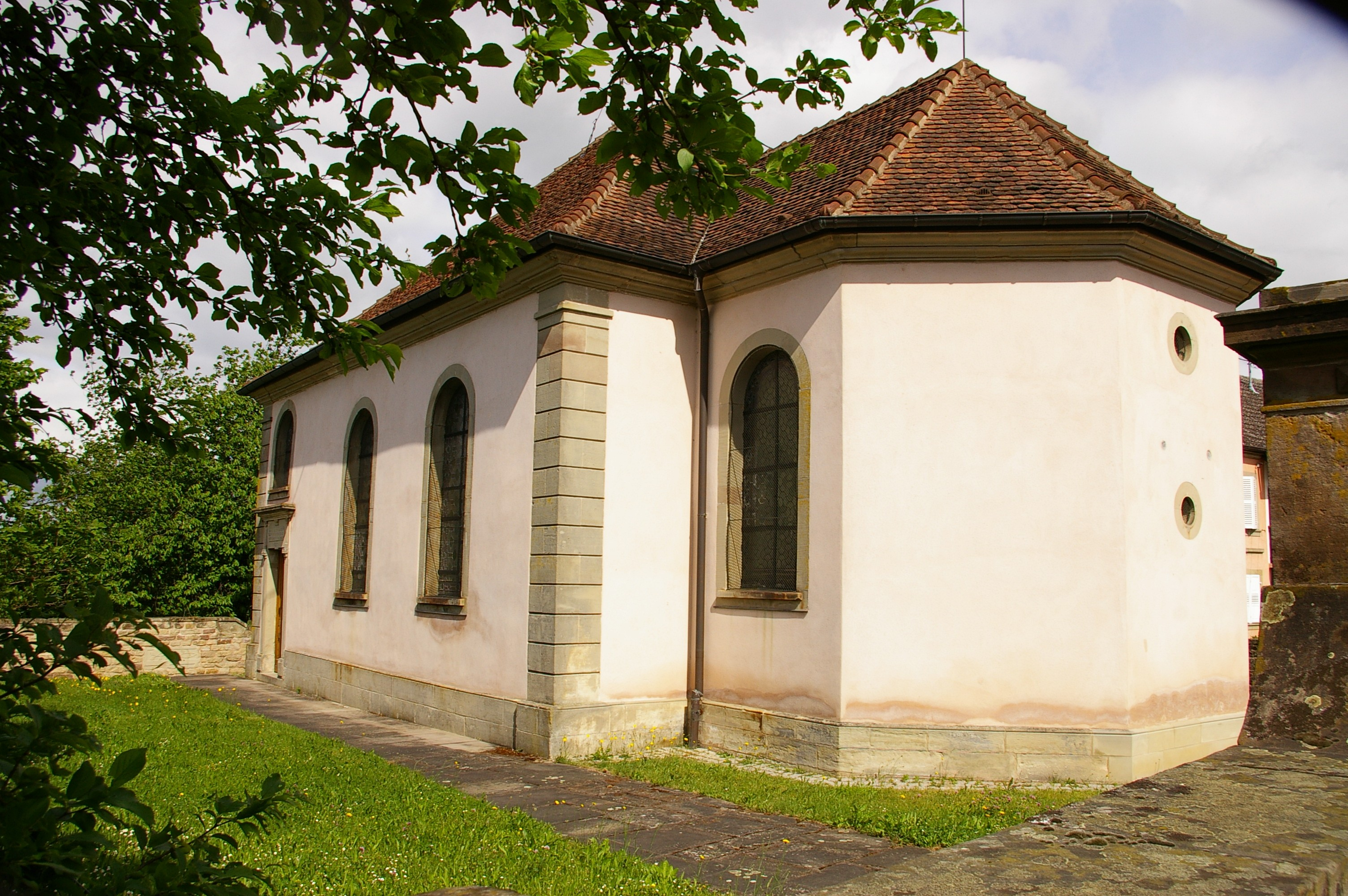
Synagoge von Struth, 2007

- Die Synagoge in Struth wurde 1836 erbaut.